# Подомацкий, Егор Геннадьевич
Егор Геннадьевич Подомацкий (род. 22 ноября 1976, Рыбинск, Ярославская область) — российский хоккеист, вратарь. Тренер вратарей.

## Биография
Родился 22 ноября 1976 года в Рыбинске, где и начал играть в хоккей. Воспитанник ярославской СДЮШОР «Торпедо». Первый тренер — Александр Александрович Миколенко.
В 1995—2008 годах выступал за ярославский хоккейный клуб «Локомотив» (до 2000 года назывался «Торпедо»). В сезоне 1996/1997 будучи двадцатилетним сумел стать основным вратарём команды, вытеснив Олега Браташа, а по результатам чемпионского для «Торпедо» сезона — лучшим новичком и вратарём чемпионата. В последующие годы ещё дважды становился чемпионом (2002, 2003) и трижды бронзовым призёром (1998, 1999, 2005) России, а также ещё три раза признавался лучшим вратарём сезона (1998, 2002, 2003).
В 2002 году был вызван в сборную России для участия в Олимпийских играх 2002 года, став единственным игроком Суперлиги в составе сборной, составленной из российских звёзд НХЛ, но провёл все игры в запасе, так как основным вратарём был Николай Хабибулин.
Не смог восстановиться после полученной в межсезонье 2004 года травмы колена и уступил место в воротах «Локомотива». Сезон 2008/2009 начал в «Ладе», но из-за низких результатов был вынужден покинуть тольяттинский клуб. В межсезонья 2009 и 2010 безрезультатно пытался вернуться на высший уровень — в «Автомобилист» и «Локомотив».
С сезона 2008/2009 выступал в Высшей лиге: «Дизель» (2008—2009), «Рысь» (2009), «Ариада-Акпарс» (2009—2010), «Ермак» (2010—2011), «Мечел» (2011—2012), ТХК (2012—2013).
Рекордсмен среди вратарей по количеству проведённых матчей за один клуб в чемпионатах России, провёл 387 матчей в составе ярославского «Локомотива», а также рекордсмен по числу сухих матчей на «0» в чемпионатах России в составе одного клуба — в 62 матчах Подомацкий оставлял ворота «Локомотива» в неприкосновенности.
C 2013 года стал тренером вратарей в молодёжной хоккейной команде «Локо». По ходу регулярного чемпионата 2019/20 вошёл в тренерский штаб главной команды «железнодорожников» — «Локомотива».
2 мая 2023 года назначен тренером вратарей «Сибири». 28 марта 2024 года ХК «Сибирь» объявил о том, что не будет продлевать контракт с Егором Подомацким. 31 мая 2024 года «Сибирь» объявила, что Подомацкий продолжит работу в обновлённом тренерском штабе в качестве тренера вратарей.

## Достижения
Олимпийские игры
- Бронзовый призёр: 2002

Чемпионат мира
- Серебряный призёр: 2002

Еврохоккейтур
- Победитель турнира Кубок «Балтики»: 1999
- Победитель турнира Шведские хоккейные игры: 2003

Чемпионат России
- Победитель: 1997, 2002, 2003
- Бронзовый призёр: 1998, 1999, 2005

Континентальный кубок
- Серебряный призёр: 2003

Кубок Шпенглера
- Бронзовый призёр: 2003

Участие
- Участник Матча звёзд чемпионата России: 1999, 2001, 2002, 2003
- Участник Чемпионатов мира: 1998, 1999, 2000, 2002, 2003, 2004
- Участник Евролиги: 1998

## Призы
- Лучший новичок сезона: 1997
- Лучший вратарь Чемпионата России: 1997, 1998, 2002, 2003
- «Золотой шлем»: 1997, 1998, 2002
- Лучший вратарь Мемориала Ромазана: 1998, 1999
- Самый ценный игрок Кубка «Балтики»: 1999
- Приз зрительских симпатий «Хоккейный телегерой»: 2003

## Статистика
| 1995/96   | Торпедо (Ярославль)    | МХЛ      | 5  | 2.41 |      |    |      |      |
| 1996/97   | Торпедо (Ярославль)    | Россия   | 30 | 1.46 |      | 9  | 0.98 |      |
| 1997/98   | Торпедо (Ярославль)    | Россия   | 30 | 1.34 |      |    |      |      |
| 1997/98   | Торпедо (Ярославль)    | EHL      | 5  | 1.73 | .906 | 2  | 2.05 | .927 |
| 1998/99   | Торпедо (Ярославль)    | Россия   | 23 | 1.77 |      | 7  | 1.83 |      |
| 1999      | Сборная России         | ЧМ       | 6  | 2.41 | .906 |    |      |      |
| 1999/2000 | Торпедо (Ярославль)    | Россия   | 30 | 1.50 | .923 | 7  | 1.46 | .950 |
| 2000      | Сборная России         | ЧМ       | 3  | 1.29 | .927 |    |      |      |
| 2000/01   | Локомотив (Ярославль)  | Россия   | 26 | 2.07 | .889 | 3  |      |      |
| 2001/02   | Локомотив (Ярославль)  | Россия   | 48 | 1.50 | .933 | 9  | 0.99 | .948 |
| 2002      | Сборная России         | ЧМ       | 5  | 2.79 | .906 |    |      |      |
| 2002/03   | Локомотив (Ярославль)  | Россия   | 45 | 1.60 | .931 | 10 | 1.19 |      |
| 2003      | Сборная России         | ЧМ       | 5  | 2.50 | .911 |    |      |      |
| 2003/04   | Локомотив (Ярославль)  | Россия   | 57 | 1.90 | .906 | 3  | 1.91 | .893 |
| 2004      | Сборная России         | ЧМ       | 2  | 2.50 | .898 |    |      |      |
| 2004/05   | Локомотив (Ярославль)  | Россия   | 4  | 1.48 |      | 2  | 1.62 |      |
| 2005/06   | Локомотив (Ярославль)  | Россия   | 7  | 2.24 |      | 4  | 2.46 |      |
| 2006/07   | Локомотив (Ярославль)  | Россия   | 24 | 2.89 |      | 1  | 3.00 |      |
| 2007/08   | Локомотив (Ярославль)  | Россия   | 7  | 2.54 | .882 |    |      |      |
| 2008/09   | Лада (Тольятти)        | КХЛ      | 4  | 4.04 | .817 |    |      |      |
| 2008/09   | Дизель (Пенза)         | Россия-1 | 7  | 1.74 |      |    |      |      |
| 2009/10   | Рысь (Подольск)        | Россия-1 | 32 | 3.89 |      |    |      |      |
| 2009/10   | Ариада-Акпарс (Волжск) | Россия-1 | 5  | 1.78 |      | 5  | 1.33 |      |
| 2010/11   | Ариада-Акпарс (Волжск) | ВХЛ      | 17 | 3.64 | .885 |    |      |      |
| 2010/11   | Ермак (Ангарск)        | ВХЛ      | 27 | 2.25 | .921 | 2  | 3.01 | .893 |
| 2011/12   | Мечел (Челябинск)      | ВХЛ      | 27 | 3.52 | .884 | 1  | 2.64 | .800 |
| 2012/13   | ТХК (Тверь)            | ВХЛ      | 33 | 3.21 | .899 |    |      |      |